# Conseil scolaire de Vancouver
Pour les articles homonymes, voir VSB et CSV.

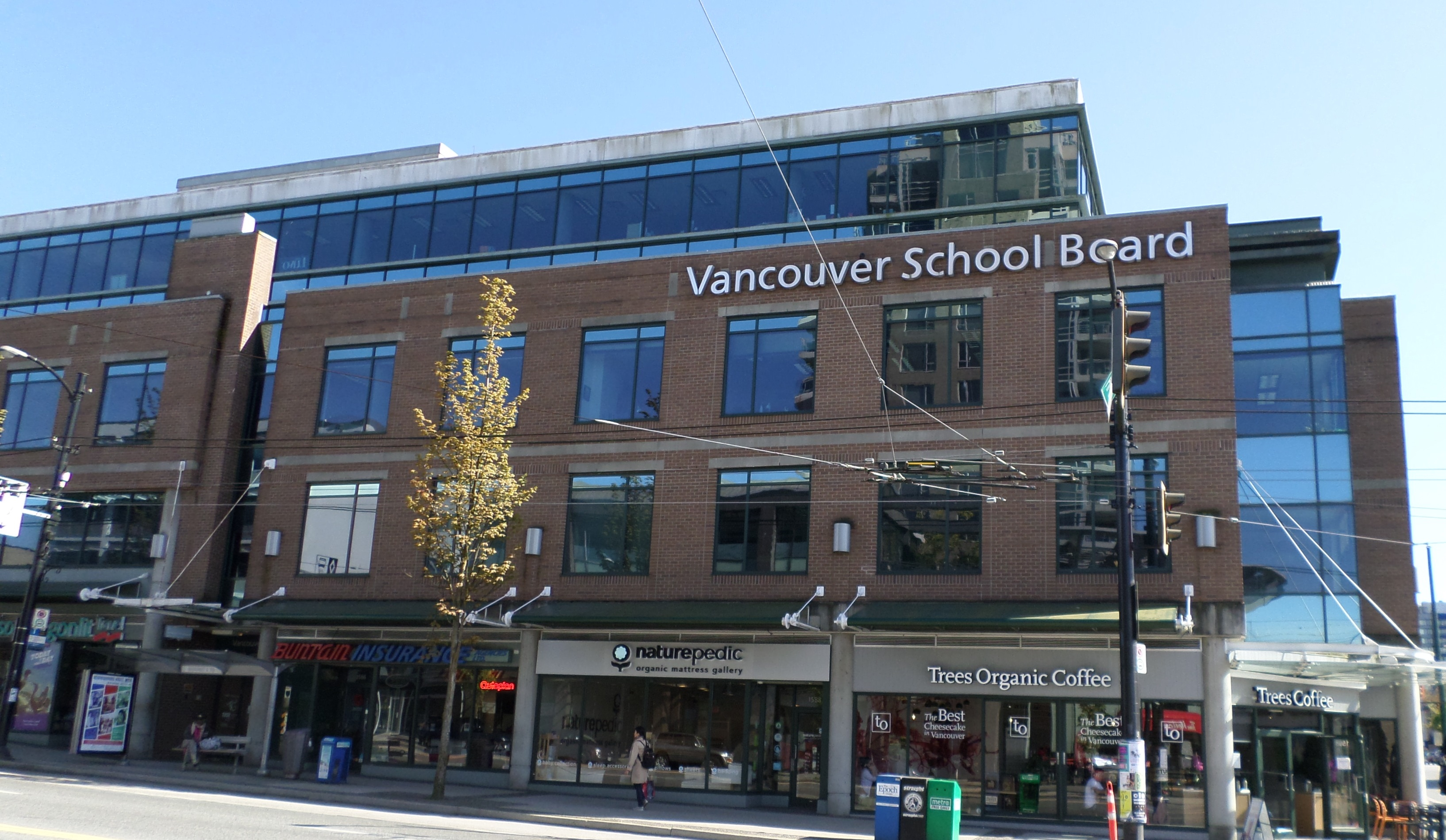
Siège administratif du Conseil scolaire de Vancouver

Le Conseil scolaire de Vancouver (CSV, Vancouver School Board, VSB) est un système des écoles à Vancouver, Colombie-Britannique. Le district a 74 écoles élémentaires, 17 annexes des écoles élémentaires, 18 écoles secondaires, et 7 écoles pour adultes. Le district a environ de 56 000 élèves.